# الدوري المكسيكي الممتاز 2008
الدوري المكسيكي الممتاز 2008 (بالإسبانية: Torneo Apertura 2008)‏ هو موسم من الدوري المكسيكي الممتاز. أقيم خلال الفترة 26 يوليو 2008 وحتى 14 ديسمبر 2008، وكان عدد الأندية المشاركة فيه 18، وفاز فيه نادي تولوكا.